# Marginalização

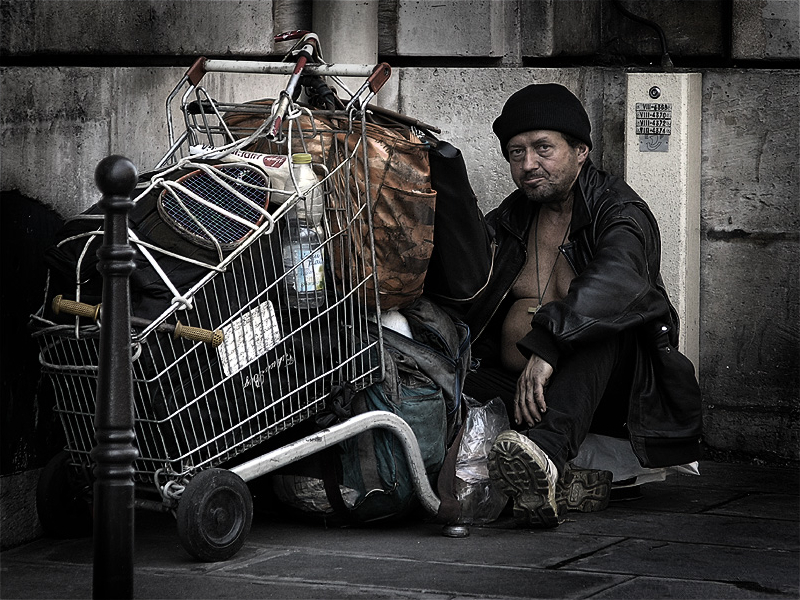
Um sem-abrigo em Paris, na França.

Em sociologia, marginalização é o processo social de se tornar ou ser tornado marginal (relegado a uma condição social inferior, à beira ou à margem da sociedade). Ser marginalizado significa estar na margem, nunca no centro, ou simplesmente ser  excluído  da vida social.

## Pobreza
São várias as causas da marginalização do indivíduo. Dentre essas, sem dúvida a pobreza é a principal. Em razão da insuficiência de recursos, o indivíduo deixa de ter acesso a saúde, alimentação, moradia, educação e oportunidades de trabalho decente. Isso é bastante evidente nas grandes cidades.

## Fenômeno migratório
Outro fator que contribui para a marginalização social é o fenômeno migratório. As pessoas da zona rural que têm muita dificuldade de sobreviver na roça, pela falta de emprego, pela escassez de água, enfim pela vida dura no campo, alimentam a ideia de que, nas grandes cidades, vão melhorar de vida. Imaginam que lá é tudo mais fácil. Saem então da sua terra, muitos vendem o terreno que possuem e vão em busca de uma vida melhor. Só que a vida que tinham no campo não proporcionou a eles oportunidades de estudar. Com o avanço da tecnologia, eles, então, têm dificuldades de encontrarem emprego, pois as empresas necessitam de mão de obra qualificada. Como os migrantes rurais não possuem estudo, não conseguem emprego. Muitos aceitam qualquer tipo de emprego para garantir sua subsistência. E, com frequência, até as crianças são impelidas a irem à busca de seu sustento, adquirindo, assim, o subemprego, que contribui para o orçamento da família.
É muito grande a quantidade de crianças de rua que encontramos pelas cidades: muitas dessas são oriundas de famílias de migrantes. Algumas conseguem se manter e, com dificuldade, se estabilizar, mas a maior parte permanecerá excluída pelo resto da vida, sobrevivendo em péssimas condições de moradia, saneamento e alimentação, sem acesso à educação e à saúde. Alguns, para se manter, entram na vida do crime.  Essa população sofre de maior incidência de doenças e de deficiências de natureza física ou mental. Esse fenômeno é retratado na literatura brasileira, por exemplo, em clássicos como Vidas Secas (1938), de Graciliano Ramos. O livro trata de uma família nordestina composta por Fabiano, Sinhá Vitoria, o filho mais novo, o filho mais velho e a cachorrinha Baleia. A família foge de uma terrível seca, da fome e da miséria, em busca de uma vida melhor.
A deficiência física ou mental, muitas vezes consequente das más condições de vida na infância, agrava os processos de exclusão social dos indivíduos mais pobres, em razão da crença preconceituosa de que deficiência implica incapacidade produtiva.